# Carl Gottlieb Reissiger
Carl Gottlieb Reissiger (ur. 31 stycznia 1798 w Belzig, zm. 7 listopada 1859 w Dreźnie) – niemiecki kompozytor i dyrygent.

## Życiorys
Podstawy edukacji muzycznej odebrał w rodzinnym Belzig u ojca, Christiana Gottlieba Reissigera, kantora i organisty. W latach 1811–1818 uczęszczał do Thomasschule w Lipsku, gdzie uczył się gry na fortepianie i kompozycji u Johanna Gottfrieda Schichta. Następnie podjął studia teologiczne na Uniwersytecie Lipskim, które jednak porzucił, by poświęcić się muzyce. Był uczniem Antonia Salieriego w Wiedniu (1821–1822) i Petera von Wintera w Monachium (1822). W 1824 roku wystawił w Dreźnie swoją operę Didone abbandonata, której premierę poprowadził Carl Maria von Weber. Otrzymał za nią stypendium króla Fryderyka Wilhelma III, które umożliwiło mu dalsze studia we Francji i Włoszech. W latach 1825–1826 przebywał w Berlinie, gdzie pracował jako nauczyciel kompozycji.
W 1826 roku objął, jako następca Carla Marii von Webera stanowisko dyrektora, a w 1828 roku kapelmistrza opery dworskiej w Dreźnie. Za jego prezesury stała się ona jednym z najlepszych teatrów operowych w Niemczech. W 1842 roku wystawił operę Rienzi Richarda Wagnera, któremu w 1843 roku powierzył stanowisko dyrygenta. Od 1856 do 1859 roku był kierownikiem artystycznym konserwatorium w Dreźnie.
Dużo komponował, jego twórczość pozbawiona jest jednak rysów indywidualnych. Dużą popularnością cieszyły się jego Danses brillantes pour le pianoforte or Webers letzter Gedanke (1822) i dramat muzyczny Yeva (1827), ponadto pisał m.in. pieśni i utwory na fortepian.